# Pim Fortuyn
Wilhelmus Simon Petrus Fortuijn, ismertebb nevén Pim Fortuyn (Driehuis, 1948. február 19. – Hilversum, 2002. május 6.), holland politikus, író, tanár, üzletember.
Fortuyn 1967 és 1971 az Amszterdami Egyetemen szociológiát tanult, majd 1981-ben ledoktorált belőle. Kezdetben marxista szociológiát tanított, és belépett a holland Munkáspártba (PvdA). Nyíltan vállalta homoszexualitását. 2001-ben az Élhető Hollandia (LN) nevű párt tagja lett, majd abból kiválva megalapította az Élhető Rotterdam (LR), majd 2002-ben a Pim Fortuyn Listája (LPF) nevű pártot, fő kampányjelszava volt, hogy megállítja a muszlim bevándorlást. Fortuyn-t a 2002-es holland alsóházi választások előtt kilenc nappal meggyilkolták. Gyilkosát, Volkert van der Graaf-ot, 2003-ban 18 év börtönbüntetésre ítélték tettéért, végül 2014-ben, feltételekkel szabadlábra helyezték.

## Pályafutása
Fortuyn egy középosztálybeli katolikus családban született 1948. február 19-én Driehuisban, harmadik gyermekként. 1967 és 1971 az Amszterdami Egyetemen szociológiát tanult, majd 1981-ben a Groningeni Egyetemen  ledoktorált belőle. Fortuyn ezután előadásokat tartott dolgozott a Nyenrode Gazdasági Egyetemen, és egyetemi docensként dolgozott a Groningeni Egyetemen, ahol marxista szociológiát tanított. Később belépett a szociáldemokrata Munkáspártba (PvdA).
1989-ben Fortuyn-t egy kormányzati szervezet igazgatójává nevezték ki. 1990-ben Rotterdamba költözött, kilépett addigi pártjából, és belépett a jobboldali Néppárt a Szabadságért és Demokráciáért (VVD) pártba. 1991 és 1995 között a Rotterdami Erasmus Egyetemen tanított, majd munkát vállalt az Elsevier-nél, és a holland köztévénél (NOS). A televízióban dolgozva egyre jobban belevonta magát a politikába, közszereplőket ismert meg. Pim Fortuyn ez idő tájt vállalta fel homoszexualitását, és nyíltan kiállt a melegek jogai mellett. Egy 2002-es interjúban katolikusnak mondta magát.
Pim Fortuyn egy 1992-es írásában Joan Derk van der Capellen tot den Pol 18. századi politikus szellemi utódjának nevezte magát. 2001. november 26-án, az újonnan alakult Élhető Hollandia (LN) nevű párt listavezetőjévé választották. Ekkorra már elhagyta a baloldali eszméket, és a jobboldali populizmus, valamint a klasszikus liberalizmus felé tolódott. A de Volkskrant napilapnak adott 2002. február 9-i interjújában "visszamaradott kultúrának" nevezte az iszlámot, és emiatt pártja visszavonta tőle a listavezetői pozíciót a 2002-es választásra. Ezután döntött úgy, hogy saját pártot alapít, melyet először Rotterdamban tett meg: létrehozta a ma is létező Élhető Rotterdam (LR) nevű formációt, amely a helyi önkormányzati választást 36%-kal meg is nyerte, így ők juthattak a legtöbb helyhez a városi tanácsban. 
Pim Fortuyn ezután hozta létre saját országos pártját, a Pim Fortuyn Listáját (LPF). Nagy szerepet kapott a holland és a nemzetközi médiában. Ekkor adta ki De puinhopen van acht jaar Paars (Nyolc lila év) című könyvét, amiben élesen kritizálta az ország akkori politikai rendszerét, és Wim Kok munkáspárti miniszterelnök kormányát (Kok kormánya egyébként kifejezetten népszerű volt Hollandiában; a lila pedig a kormány színe volt). 
A közvélemény-kutatások szerint az LPF a második legnépszerűbb párt volt a hollandok körében, csak a Kereszténydemokrata Tömörülés (CDA) előzte meg. Fortuyn halála után a párt 17%-os eredményt produkált a választáson, és be is került a kormánykoalícióba, de nem sokkal később megszűnt. 

## Halála

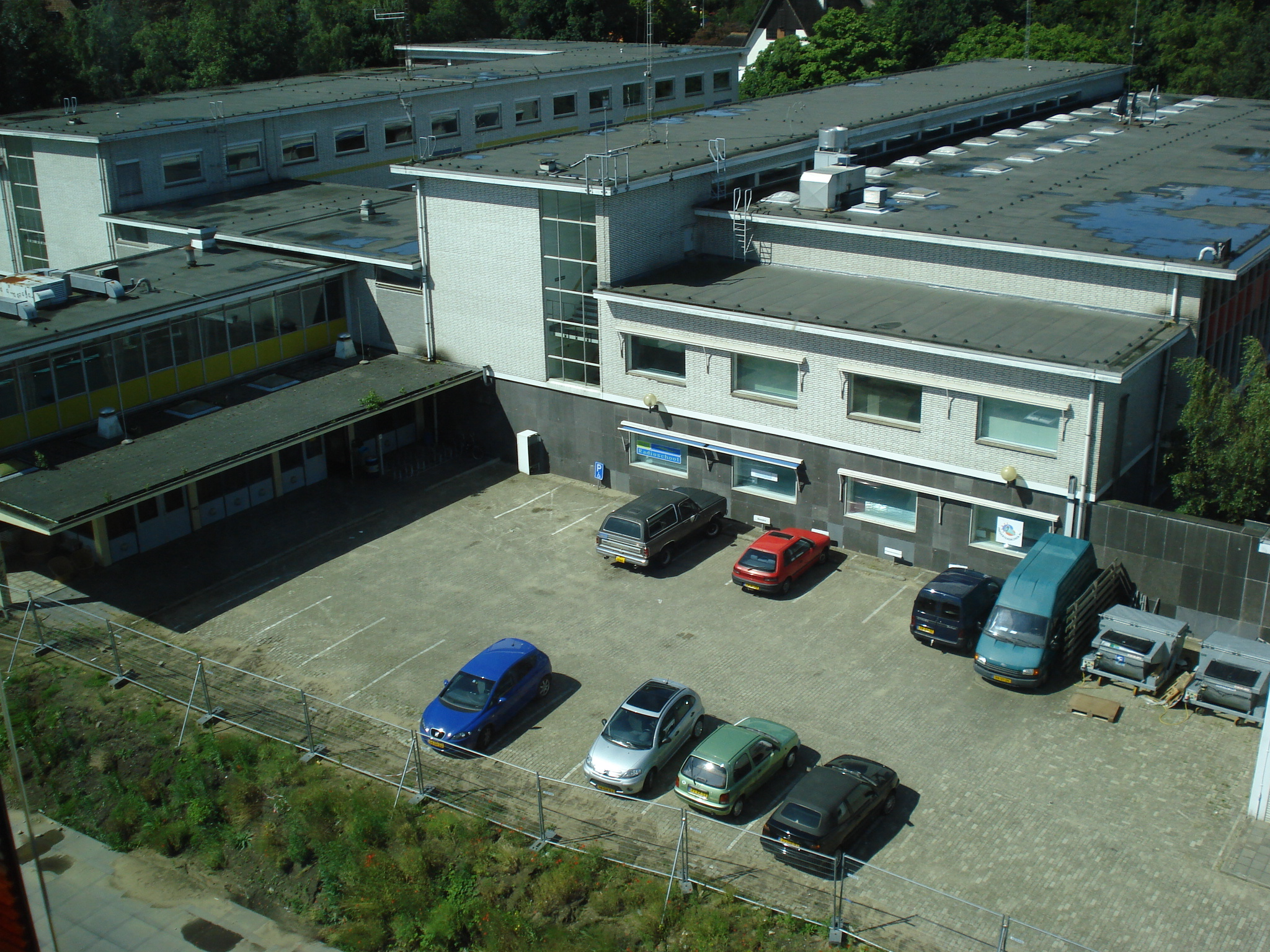
A parkoló, ahol a gyilkosság történt

2002. május 6-án Fortuyn egy rádiós interjún vett részt Hilversumban, a 3FM rádióban. A merénylő, egy Volkert van der Graaf nevű, 33 éves férfi előre eltervezte a gyilkosságot. Graaf rendezett családi körülményekkel rendelkezett, és egy állat- és környezetvédő szervezetnél dolgozott. A gyilkossághoz használt fegyverét, egy Star Firestar M43 típusú félautomata pisztolyt illegálisan vásárolta Hágában. Tudta, hogy a politikusnak aznap este rádióinterjúja lesz Hilversumban, ezért Graaf a rádió székházának a parkolójában rejtőzött el, ahol Fortuyn autója is állt. Graaf a kezét egy műanyag zacskóba burkolta, és úgy fogta meg a fegyvert, hogy ne maradhasson rajta az ujjlenyomata. Nagyjából két órát várt a parkolóban, amikor Fortuyn kilépett az épületből, több ember társaságában. Ekkor Graaf előugrott egy bokor mögül, Fortuyn-hoz lépett, és lőtt – hatszor. Pim Fortuyn-t összesen öt lövés találta el, egy a fején, és négy a mellkasán. Graaf ezután elmenekült, és egy benzinkútig futott, ahol a rendőrség elfogta. 
Graaf a bíróságon azt mondta, hogy azért ölte meg Fortuyn-t, mert "bűnbakot csinált a kizsákmányolt muszlimokból". Graaf-ot tettéért 18 év szabadságvesztésre ítélték, azonban 12 év után, 2014-ben feltételesen szabadlábra helyezték, jó magaviselete miatt.

## Nézetei
Pim Fortuyn egyszerre mondható liberálisnak, szociáldemokratának, nacionalistának, populistának, és közvetlen demokratának. Nagy tisztelője volt Joop den Uyl korább holland miniszterelnöknek, valamint John Fitzgerald Kennedynek, Silvio Berlusconinak, és Margaret Thatchernek. Hollandiában az azonos neműek házassága, eutanázia, könnyű és kemény drogok közötti különbségtétel, laissez-faire elv, állam és egyház szétválasztása mellett foglalt állást. A bevándorlás terén viszont nacionalista volt: lezárta volna az ország határait az újabb bevándorlók előtt, szerinte "Hollandia megtelt, több bevándorló már nem fér el". Az iszlám vallást "elmaradott kultúrának" nevezte, ugyanakkor tagadta, hogy szélsőjobboldali lenne, a francia Jean-Marie Le Pen-t, és az osztrák Jörg Haider-t nácinak tartotta, és elhatárolta magát tőlük.

## Könyvei
- Het zakenkabinet Fortuyn (A.W. Bruna, 1994)
- Beklemmend Nederland (A.W. Bruna, 1995), (ISBN 90-229-8234-3)
- Uw baan staat op de tocht!: Het einde van de overlegeconomie (A.W. Bruna, 1995) (ISBN 978-90-229-8264-8
- Tegen de islamisering van onze cultuur: Nederlandse identiteit als fundament (A.W. Bruna, 1997), (ISBN 90-229-8338-2)
- Zielloos Europa (Bruna, 1997), (ISBN 90-229-8352-8)
- 50 jaar Israel, hoe lang nog?: Tegen het tolereren van fundamentalisme (Bruna, 1998), (ISBN 90-229-8407-9)
- De derde revolutie (bruna, 1999)
- De verweesde samenleving (Karakter Uitgevers, 2002) (ISBN 90-6112-931-1)
- De puinhopen van acht jaar Paars (Karakter Uitgevers, 2002), (ISBN 9-0611-2911-7)

## Fordítás
- Ez a szócikk részben vagy egészben  a   Pim Fortuyn című angol Wikipédia-szócikk fordításán alapul.  Az eredeti cikk szerkesztőit annak laptörténete sorolja fel. Ez a jelzés csupán a megfogalmazás eredetét és a szerzői jogokat jelzi, nem szolgál a cikkben szereplő információk forrásmegjelöléseként.